# Карась (Вармінсько-Мазурське воєводство)
Карась (пол. Karaś, нім. Karrasch) — село в Польщі, у гміні Ілава Ілавського повіту Вармінсько-Мазурського воєводства.
Населення — 287 осіб (2011).
У 1975-1998 роках село належало до Ольштинського воєводства.

## Демографія
Демографічна структура станом на 31 березня 2011 року:
|          | Загалом | Допрацездатний вік | Працездатний вік | Постпрацездатний вік |
| -------- | ------- | ------------------ | ---------------- | -------------------- |
| Чоловіки | 136     | 36                 | 90               | 10                   |
| Жінки    | 151     | 41                 | 86               | 24                   |
| Разом    | 287     | 77                 | 176              | 34                   |